# Douglas (Alabama)
Douglas é uma cidade  localizada no estado americano do Alabama, no Condado de Marshall.

## Demografia
Segundo o censo americano de 2000, a sua população era de 530 habitantes.
Em 2006, foi estimada uma população de 577, um aumento de 47 (8.9%).

## Geografia
De acordo com o United States Census Bureau, a localidade tem uma área de 8,0 km², sem área coberta por água. Douglas localiza-se a aproximadamente 304 m acima do nível do mar.

## Localidades na vizinhança
O diagrama seguinte representa as localidades num raio de 16 km ao redor de Douglas.